# Benn (peintre)
Pour les articles homonymes, voir Rabinowicz et Benn.
 (septembre 2016).
Benn, pseudonyme de Bencjon Rabinowicz, né le 19 avril 1905 à Białystok et mort en 1989, est un peintre français d'origine polonaise, rattaché à l'École de Paris. Sa production est grandement inspirée par la Bible, en particulier le Livre des Psaumes.

## Biographie

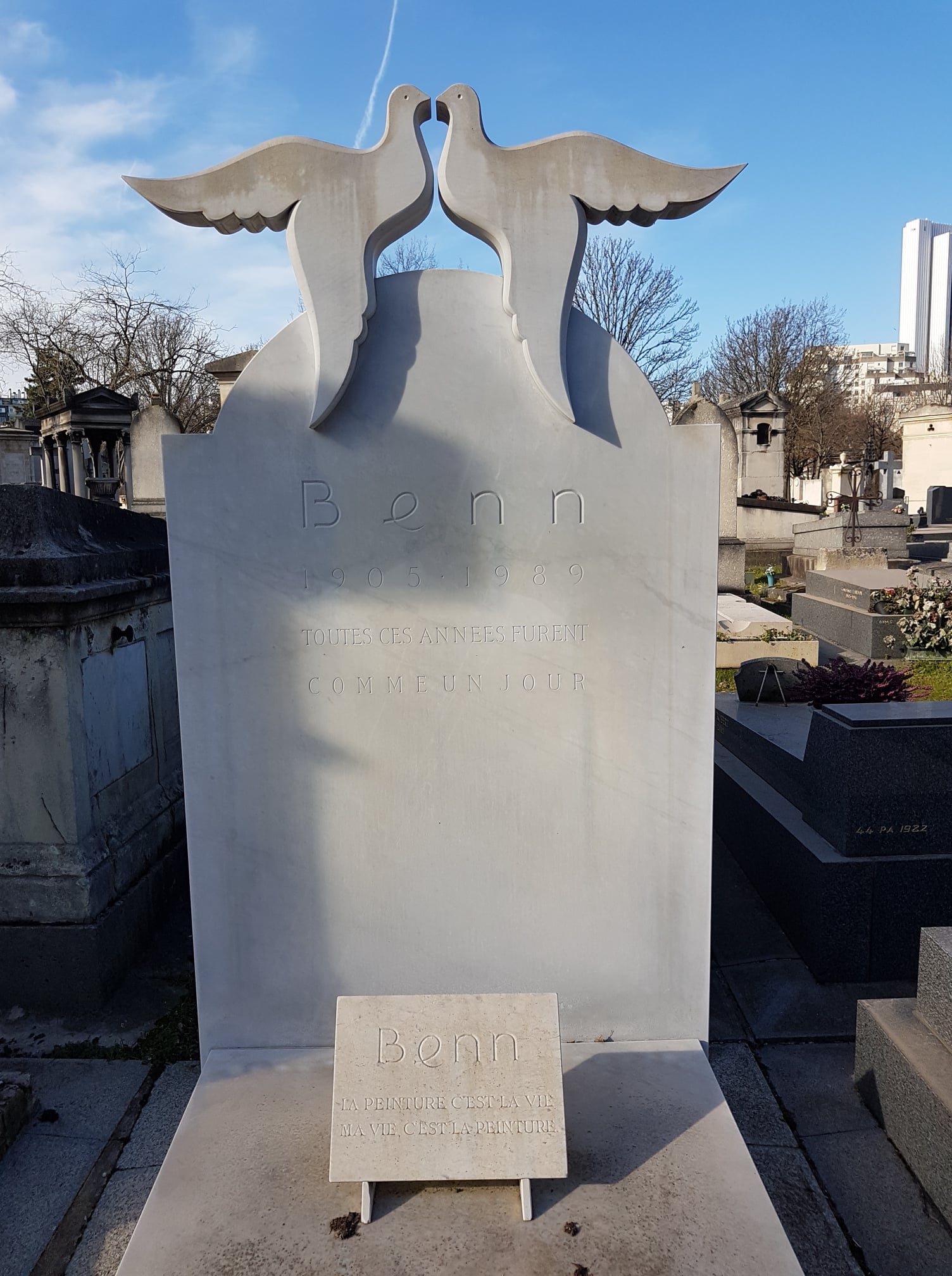
Sépulture de Benn, Paris, cimetière du Montparnasse.

Benn Rabinowicz naît en 1905 à Białystok, en Pologne, où son grand-père officie comme rabbin. Il manifeste des dons précoces pour la peinture et dispense, en 1917, des cours particuliers de dessin. Après s’être perfectionné dans un atelier de peinture, il commence à réaliser, en 1926, des décors pour le théâtre. Admis en 1929 à l’union des artistes professionnels, il commence à exposer ses œuvres à Białystok, Varsovie, etc. Lauréat d’une bourse de sa ville natale pour étudier trois ans à Paris, il fréquente l’académie de Fernand Léger, s’inspirant de son usage de formes géométriques, sans devenir pour autant un peintre abstrait. Il rencontre également Ghéra, danseuse et musicienne, qu’il épouse en 1938, et obtient la nationalité française.
Mobilisé un an plus tard sous le drapeau français, Benn est démobilisé en 1939 et s’intéresse à la sculpture. Interné avec sa femme au camp de Beaune-la-Rolande, ils auraient été libérés grâce à l’intervention de Marcel Brulé et Lo Duca. Il entre dans la clandestinité avec Jean Paulhan et y rencontre Paul Éluard, Marc Vaux, Frédéric Joliot-Curie et Robert Debré. Il continue à travailler sur des supports de petite taille, s’inspirant de motifs bibliques. Après la Libération, il revient définitivement à Paris.
En 1949, Benn crée avec Marc Chagall une société d’artistes-peintres et de sculpteurs. En 1966, l’association « Les amis de l'œuvre du peintre Benn » est fondée.
Il meurt en 1989, au terme d’une carrière longue et riche en distinctions. Il a légué une partie de son œuvre à la Ville de Rueil-Malmaison. Il est inhumé au cimetière du Montparnasse (2e division).

## Œuvre
Le style pictural de Benn évolue avec le temps. Initialement inspiré par le constructivisme russe, le cinétisme et le cubisme, il passe par une période géométrique influencée par Kandinsky, puis « symboliste », avant d’adopter un style réaliste poétique pendant les vingt-cinq dernières années de sa vie.

### Publications
- Folklore, Éditions Pierre Worms, 1936.
- Pointes sèches pour Pierre Mac-Orlan, Paris, Éditions Prisma, 1942.
- Dessins pour la Bible, préface de Waldemar George, Paris, Éditions A.B. Cerata, 1947.
- 12 lithographies, préface de Maximilien Gauthier, Monte-Carlo, Éditions du Livre, 1948.
- La Bible, dessins, préface de Stanislas Fumet, Éditions Sinaï, 1954.
- Album de dessins, préface de Raymond Cogniat, Éditions Vizzavona, 1955.
- Grand Album de 62 Psaumes et Versets de la Bible, préface de Jules Romains, Éditions Lefort, 1960.
- Danses et Mouvements, 12 lithographies, préface d'André Flament, Éditions Marignan, 1961.
- Carnet du Camp, avant-propos de Michel Riquet et introduction d'Henry Bulawko, Éditions Marignan, 1962.
- Hommage à Watteau, texte de Jean-Marie Lannegrand d'Augimont, Éditions Polyglottes, 1964.
- Cantique des Cantiques, préface de Charles Kunstler de l'Institut, 110 gouaches (1950-1967), 1973, album couronné par l'Académie des Beaux-Arts.
- Dix Sanguines, préface de Raymond Cogniat, Édité par les Amis de l'œuvre du peintre Benn, 1975.
- Fragments de compositions, preface d'Étienne Souriau, Éditions Berger-Levrault, 1975.
- Album de dessins des Psaumes, Éditions Berger-Levrault, 1976.
- Portraits, préface de Maurice Genevoix, 1976.
- Renouveau du portrait', préface de Stéphane Rey, Éditions Terre-d'Europe, 1980.

### Décor et costume de théâtre
- 1922-1930 : décors et costumes de théâtre[pourquoi ?].
- 1969 : Job, Amsterdam.

## Œuvres dans les collections publiques
États-Unis
- Washington, United States Holocaust Memorial Museum : 72 Dessins Prémonitoires.

France
- Bry-sur-Marne, musée Adrien Mentienne : Mairie de Bry-sur-Marne, 1981, huile sur toile, 65 x 54 cm

- Paris :
  - maison de l'Unesco : Amour et paix, 1985, peinture murale, 7 × 2,5 m.
  - musée Carnavalet : ensemble de paysages et de portraits de célébrités parisiennes (Marcel Bleustein-Blanchet, Gaston Diehl, Katia Granoff, Joseph Kessel, Louis Touchagues, Henri Troyat).
- Saint-Cloud, musée des Avelines : Les Songes de la Bible.
- Pont-Saint-Esprit , musée Paul-Raymond

Israël
- Tel Aviv, Bible Lands Museum : Le Cantique des Cantiques, 110 gouaches et tableaux bibliques.

## Expositions
- 1927 : Białystok.
- 1931 : Paris, galerie l'Époque.
- 1932 :
  - Salon d'automne (sociétaire) ;
  - galerie Katia Granoff, Paris.
- 1933 : Salon des Tuileries, Paris.
- 1935 : Salon des indépendants, nomination au titre de sociétaire.
- 1939 : galerie Charpentier, Paris.
- 1946 :
  - Art et Résistance, musée national d'Art moderne, Paris ;
  - Art français contemporain, musée du Luxembourg, Paris.
- 1955 : invitation au Salon des artistes français, nomination au titre de sociétaire.
- 1962 :
  - galerie Gaveau, Paris, exposition sous le patronage de Paul Minot, président du conseil municipal de Paris. Catalogue préfacé par Jean Cocteau et par Maurice Serullaz, conservateur en chef au musée du Louvre. Reportage spécial sur l'exposition aux actualités cinématographiques ;
  - Salon Terres latines.
- 1963 : Hommage à Paris, galerie de l'Institut. Catalogue préfacé par André Flament.
- 1964 : Zurich.
- 1965 : 
  - Montréal ;
  - Bâle.
- 1966 : Toronto.
- 1968 : exposition des Psaumes à Terre des Hommes, sous la présidence de Jean Drapeau, maire de Montréal.
- 1970 :
  - exposition des Psaumes au musée des beaux-arts de Lyon, sous le patronage de Louis Pradel, maire de Lyon. Catalogue préfacé par Étienne Souriau. Exposition présentée aux actualités cinématographiques ;
  - exposition Retour au Canada à la galerie d'art Matignon, sous l'égide de Maurice Genevoix ;
  - exposition des Psaumes au musée d'Art moderne de la ville de Paris, sous le haut patronage d'Edmond Michelet. Catalogue préfacé par Paul Minot et Maurice Sérullaz.
- 1971 :
  - Maison de l'art et de la culture de Metz ;
  - exposition des Psaumes au musée d'Art sacré, Rocamadour ;
  - exposition des 110 Gouaches du Cantique des Cantiques à Sde Boker, au musée de Petah Tikva et au Beit Ha'hayal, à Israël.
- 1972 : Les Tableaux des Psaumes, musée des Avelines, Saint-Cloud. Catalogue préfacé par Jean-Pierre Fourcade, maire de Saint-Cloud.
- 1973 : l'Art au service de la paix. Hommage à Benn, Petit Palais de Genève. Catalogue préfacé par Georges Peilex. Reportage télévisé.
- 1974 : Orangerie du jardin du Luxembourg à Paris. Catalogue préfacé par André Chamson.
- 1975 : 
  - Les peintres français contemporains, au musée Pouchkine à Moscou et au musée de l'Ermitage à Leningrad ;
  - musée Bertal de Créon (Gironde) ;
  - musée de Tulle ;
  - musée de Brive.
- 1976 : dessins des Psaumes, musée d'art et d'histoire du Judaïsme, Paris.
- 1977 : 
  - Art contemporain au Japon ;
  - Pèlerinage à Watteau, musée de la Monnaie de Paris.
- 1978 :
  - Berne ;
  - Strasbourg.
- 1979 : 
  - L'invisible dans la médaille, musée de la Monnaie de Paris ;
  - Tableaux des Psaumes à l'UNESCO, sous l'égide de Jean d'Ormesson et de Gaston Monnerville.
- mai à octobre 1980 : Monnaie de Paris.
- 1981 : office culturel de Bry-sur-Marne. Catalogue préfacé par Thomas Owen.
- 1982 : Dessins Prémonitoires à l'UNESCO.
- 1983 : expositions à Tokyo, Osaka, et Kyoto.
- 1985 : tableaux des Psaumes à Brive. Catalogue préfacé par Jean Charbonnel.
- 1986 : 
  - 72 Dessins Prémonitoires, Institute of Contemporary History and Wiener Library, Londres ;
  - Paysages et Visages de Paris, musée Carnavalet, Paris, de mai à octobre. Catalogue préfacé par Bernard de Montgolfier, conservateur du musée.
- 1987 : 
  - Psaumes, Béziers, musée du Biterrois, sous la présidence de Georges Fontès ;
  - Psaumes, Paray-le-Monial, exposition inaugurée par le cardinal Lustiger et le cardinal Decourtray.
- 1988 : Les Droits de l'Homme à l'UNESCO, en présence de Federico Mayor.
- 1991 : Les Songes de la Bible, Lourdes, dans le cadre de « L'année lumière 1991 » en présence d'Alain Poher et de Philippe Douste-Blazy.
- Du 16 septembre au 24 octobre 2016 : atelier Grognard, Rueil Malmaison.

## Récompenses et distinctions
- 1956 : médaille d’or du Salon des artistes français.
- 1957 : prix de l’Institut de France pour le Portrait de Marcel Gimond.
- 1961 : grande médaille de vermeil de la Ville de Paris.
- 1974 : chevalier de la Légion d'honneur[2].
- 1975 : une médaille est frappée à la Monnaie de Paris en l’honneur du jubilé de Benn, suivi d’une cérémonie au Sénat[3]. Publication du Livre du Jubilé.
- 1976 : 
  - grande médaille de la Ville de Bordeaux ;
  - membre d’honneur de l’Association nationale des amis de Jean Moulin.
- 1983 : grand prix international de l'affiche pour Justice et Paix.
- 1988 : grand prix d'honneur et médaille de l'Académie des beaux-arts, sciences et belles lettres de Lyon[4].

## Hommages
- 1985 : Hommage à Benn par la Société nationale des beaux-arts. Lors du Salon de cette année, une salle est consacrée à Benn au Grand Palais (Paris).
- 1989 : au musée des Avelines à Saint-Cloud[5].
- 1990 : 
  - à la 13e arrondissement[6] ;
  - au Grand Palais (Paris), par le Salon des indépendants.
- 1991 : 
  - exposition dans le cadre du centenaire de la Société nationale des beaux-arts[7] ;
  - au musée d'Art et d'Histoire du judaïsme[8].
- 1995 : au palais des Beaux-Arts à Nogent-sur-Marne[9].